# Pipistrellus coromandra
Pipistrellus coromandra — вид роду нетопирів.

## Середовище проживання
Країни поширення: Афганістан, Бангладеш, Бутан, Камбоджа, Китай, Індія, Лаос, М'янма, Непал, Пакистан, Шрі-Ланка, В'єтнам. Записаний між 100 і 2769 м над рівнем моря. Цей вид зустрічається в різних типах середовища проживання від лісових регіонів, сільськогосподарських ландшафтів до міських районів. Лаштує сідала на деревах, щілинах і тріщинах в стінах і стелях, старих будівлях, храмах, під корою і в отворах великих дерев, дуплах дерев в невеликих групах по кілька особин. Це кажан з повільним польотом, який полює на мух, мурах та інших дрібних комах. Є три сезони розмноження і два дитинча народжуються.

## Загрози та охорона
Немає серйозних загроз для даного виду. Записаний в кількох охоронних районах. 